# Željko Cicović
Željko Cicović (Жељко Цицовић; Belgrado, 8 settembre 1971) è un ex calciatore serbo, di ruolo portiere.

## Palmarès

### Club

#### Competizioni nazionali
- Segunda División (Spagna): 1

Las Palmas: 1999-2000